# Тикопись (посёлок при железнодорожной станции)
Ти́копись — посёлок при станции в Опольевском сельском поселении Кингисеппского района Ленинградской области.

## История
В 1898 году в Ямбургский уезд Санкт-Петербургской губернии начали прибывать эстонцы.
В начале 1902 года на Балтийской железной дороге между станциями Веймарн и Ямбург был открыт железнодорожный разъезд Азик.
1 сентября 1903 года разъезд Азик был переименован в разъезд Тикопись.
24 февраля 1912 года Петроградским губернатором графом А. В. Адлербергом был «допущен к применению» «Устав Ямсковицкого Общества потребителей при станции Тикопись Северо-Западной железной дороги Ямбургского уезда».
18 ноября 1912 года на станции Тикопись состоялось торжественное открытие четырехклассной школы, построенной на средства земства и пожертвования.
К 1917 году в посёлке Тикопись проживало 150 семей.
С 1917 по 1923 год посёлок Тикопись входил в состав Тикописского сельсовета Ополицкой волости Кингисеппского уезда.
С 1923 года в составе Ястребинской волости.
В 1926 году был организован Тикописький эстонский национальный сельсовет, население которого составляли: эстонцы — 815, русские — 181, другие национальные меньшинства — 13 человек. Согласно данным переписи населения СССР 1926 года в посёлке при станции Тикопись проживали 24 человека — русские (14 чел.) и эстонцы (10 чел.); кроме того в смежном посёлке Тикопись проживали 567 человек — большинство эстонцы (464 чел.), а также русские (90 чел.), поляки (8 чел.) и латыши (5 чел.).
С февраля 1927 года в составе Кингисеппской волости. С июля 1927 года в составе Кингисеппского района.
В 1931 году был надстроен второй деревянный этаж здания Тикописской школы. Это здание сохранилось.
По данным 1933 года посёлок Тикопись являлся административным центром Тикописского эстонского национального сельсовета Кингисеппского района, в который входили 4 населённых пункта: деревни Азика и Тикопись, посёлки Тикопись и Красная Горка, общей численностью населения 777 человек.
По данным 1936 года в состав Тикописского сельсовета с центром в селе Тикопись входили 5 населённых пунктов, 169 хозяйств и 6 колхозов.

План посёлка при станции Тикопись. 1938 год

Согласно топографической карте 1938 года посёлок находился при железнодорожном разъезде Тикопись, в северной части посёлка находилась школа. Также согласно карте, к западу от посёлка при железнодорожной станции Тикопись, находился смежный, широко разбросанный по полям посёлок Тикопись (Выйтлус), состоящий из 87 крестьянских дворов, в котором был организован колхоз «Выйтлус» (эст. Vöitlus — борьба).
Национальный сельсовет был ликвидирован весной 1939 года. В 1939 году общее население посёлка Тикопись составляло 591 человек.
C 1 августа 1941 года по 31 января 1944 года посёлок находился в оккупации.
С 1944 года в составе Алексеевского сельсовета.
С 1954 года в составе Опольевского сельсовета.
В 1958 году общее население посёлка Тикопись составляло 138 человек.
По данным 1966, 1973 и 1990 годов посёлок при станции Тикопись также находился в составе Опольевского сельсовета Кингисеппского района.
В 1997 году в посёлке Тикопись проживали 37 человек, в 2002 году — 41 человек (все русские), в 2007 году — 54.

## География
Посёлок расположен в юго-восточной части района на автодороге 41К-592 (подъезд к ст. Тикопись).
Расстояние до административного центра поселения — 12 км.
В посёлке находится железнодорожная платформа Тикопись на линии Гатчина — Ивангород.

## Демография
| 2007 | 2010 | 2017 |
| ---- | ---- | ---- |
| 54   | ↘39  | ↗57  |

### Национальный состав
Согласно данным Всероссийской переписи населения 2021 года в посёлке проживали 97 человек, из них:
 русские — 91 человек, таджики — 3, азербайджанцы — 1, украинцы — 1, один человек национальность не указал.

## Улицы
Железнодорожная, Лесной переулок, Станционная, Хвойная, Хуторская, Ямская.